# Жом-Болок
Жом-Боло́к (Жомболок, бур. Зүүн булаг — левый/восточный источник/родник) — река в Бурятии, левый приток Оки (бассейн Ангары). Длина — 50 км.
Берёт начало из озера Бурсагай-Нур на высоте 1579,5 метра над уровнем моря. Высота устья — 1252,4 м над уровнем моря.
Долина образована лавовым потоком, в верховьях реки узкая, с приближением к устью расширяется. В долине несколько озёр, среди них Борик-Нур. В районе озёр Олон-Нур ширина долины 800—1000 м, в низовьях 1500—2000 м. Ширина русла 10—12 м, в порогах сужается до 5 м. Средняя температура воды летом 8—10 °C. За несколько километров из реки Жомболок вычленяются две протоки. Основная мощным потоком пронзает базальты и впадает в Оку. Узкая — Бага-Жомболок протекает по равнинной местности, залитой застывшей лавой до обрывистого каньона реки Ока, где образует водопад Малый Жомболок.
На реке, выше улуса Шарза, на участке длиной всего 5-6 км, расположены пороги 3-5 к. с. (категории сложности), самые сложные из которых: «№ 42» — 3 к. с., «Бильярд» — 4 к. с., «Катапульта» — 5 к. с., «Недотрога» — 4 к. с., «Вариант» 3 к. с.
Зимой река замерзает не полностью, а отдельными участками. Часть реки, где расположены основные пороги — полностью замерзает. А равнинные участки со спокойным течением, в частности возле улуса Шарза, зимой свободны от льда.
В плейстоцене в долинную систему реки Жомболок входили верховья долины реки Барун-Хадаруса, включая участок, где сейчас находится озеро Тухурен-Нур. В позднем плейстоцене в результате гляциального морфогенеза во время похолодания при движении ледников по речным долинам произошёл перехват русла Барун-Хадаруса долиной реки Сенцы.